# Plan de paix américain de janvier 2020 pour le conflit israélo-palestinien

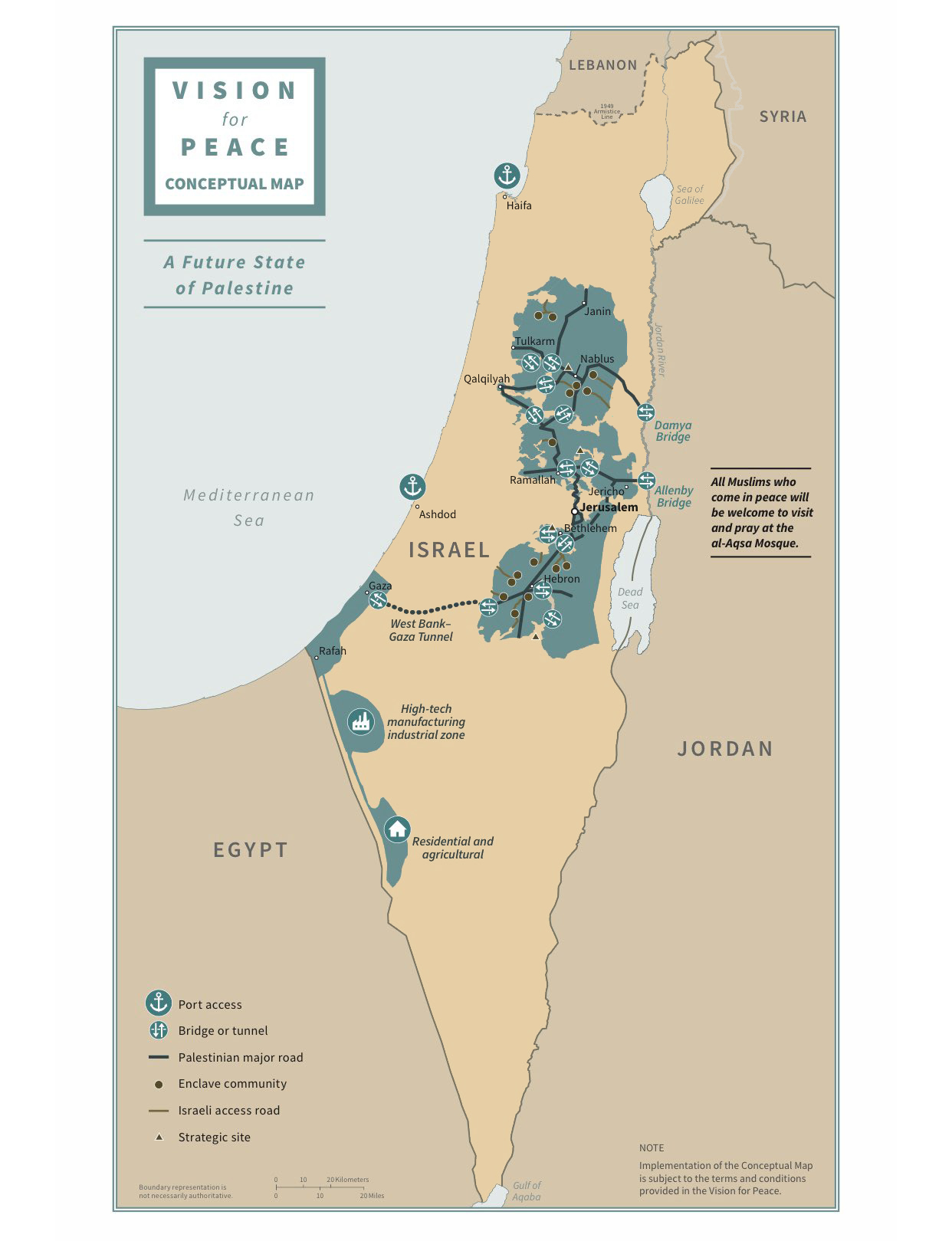
Carte conceptuelle de la Palestine et d'Israël selon le plan de paix de Donald Trump. Benyamin Netanyahou accepte le plan, tandis que Mahmoud Abbas refuse toutes négociations en ces termes.

Le plan de paix américain de janvier 2020 pour le conflit israélo-palestinien, parfois appelé le plan Trump, est un ensemble de propositions d'ordres politique et économique présenté le 28 janvier 2020 par le président des États-Unis Donald Trump comme le chemin de la paix entre Israéliens et Palestiniens et une base de négociations dans le processus de paix.
Le plan propose un effort international de cinquante milliards de dollars pour permettre le développement et l'établissement définitif de l'État palestinien, quand les Israéliens conserveraient Jérusalem comme capitale indivisible, les Palestiniens établissant la leur sur une fraction de Jérusalem-Est.
Les Israéliens garderaient les colonies israéliennes de Cisjordanie mais le territoire palestinien resterait équivalent en termes de superficie à celui de la Cisjordanie et de la bande de Gaza d'avant la guerre des Six jours, par des ajouts de territoires du désert du Négev à des fins économiques et résidentielles.
Le président palestinien Mahmoud Abbas fait rapidement savoir qu'il rejette ce plan catégoriquement comme base de négociations et menace de rompre ses relations avec les États-Unis et Israël, et de dénoncer les accords d'Oslo.

## Contexte

### Conflit israélo-palestinien
L'opposition entre nationalistes arabes et sionistes remonte aux années 1920 et au développement du projet sioniste de fondation d'un État juif en Palestine mandataire, alors sous administration britannique.
Devant l'impossibilité de résoudre les divergences entre les communautés juive et arabe de Palestine, le Royaume-Uni remet son mandat sur la Palestine à l'Organisation des nations unies (ONU) qui votent le plan de partage de la Palestine en novembre 1947, accepté par la partie juive mais rejeté par les Arabes, ce qui entraine immédiatement la guerre de 1948 à laquelle se joignent les pays arabes voisins. À l'issue de la guerre, Israël est fondé mais aucun État arabe ne voit le jour, la Jordanie occupant le territoire palestinien resté sous contrôle arabe. De plus, un double exode se produit : l'exode des Palestiniens depuis les territoires conquis par Israël et celui des communautés juives du monde arabo-musulmans.
À la suite de la guerre des Six jours en 1967, Israël étend son contrôle à toute la Palestine mandataire historique et y installe ce qui sera décrit comme des colonies, jugées illégales par la communauté internationale. En 1973, la revanche arabe de la guerre du Kippour échoue militairement mais aboutit à des négociations de paix israélo-égyptiennes.
En 1979, Israël signe un traité de paix avec l'Égypte puis en 1994 un autre traité de paix avec la Jordanie. Les accords d'Oslo de 1993 et 1994 reconnaissent le droit des Palestiniens à avoir leur propre État, l'existence d'Israël et créent l'Autorité nationale palestinienne, qui représentera l'État de Palestine à l'ONU à titre d'« État observateur non membre » depuis 2013.
Le processus de paix n'aboutit pas après plusieurs tentatives américaines. En 2002 puis en 2007, la Ligue arabe conjointement avec l'Autorité palestinienne, proposent un plan de paix sur la base d'une solution à deux États mais Israël a toujours rejeté ces initiatives car ce plan prévoyait notamment le libre retour des réfugiés palestiniens en Israël et qu'Israël devrait se retirer de la Cisjordanie et de Jérusalem-Est.
Le président des États-Unis, Donald Trump élu en 2016, a promis dès sa campagne électorale un plan de paix pour le conflit israélo-palestinien, dont il a confié l'élaboration à son gendre et conseiller pour le Moyen-Orient Jared Kushner.

### Contexte électoral
L'historien Jean-Pierre Filiu estime sur le site du « Monde » que ce plan n'est qu'un « engagement réciproque à tout faire pour que l’un fasse réélire l’autre », puisque des élections législatives sont prévues en Israël en mars 2020 et des élections présidentielles aux États-Unis en novembre 2020.

## Présentation du volet économique
Le volet économique du plan de paix est présenté dès les 25 et 26 juin 2019 à Manama (Bahrein) par Jared Kushner en présence de Christine Lagarde, directrice générale du Fonds monétaire international (FMI) et de quelques ministres arabes mais en l'absence des Israéliens et surtout des Palestiniens qui rejettent cette initiative.
Outre les Israéliens, seuls le ministre d'État saoudien (en) Mohammed al-Shaikh et Obaid ben Humaid al-Tayer, secrétaire d'État aux affaires financières des Émirats arabes unis ont soutenu ce plan tandis que l'Égypte et la Jordanie n'ont envoyé que des représentants de second niveau.

## Contenu
Le 28 janvier 2020, le président des États-Unis, Donald Trump dévoile en présence du Premier ministre israélien et des représentants à Washington des Émirats arabes unis, de Bahreïn et d'Oman, son plan de paix, le qualifiant de « solution à deux États réaliste » au conflit israélo-palestinien. Le plan, qui est nommé La paix vers la prospérité (Peace to Prosperity), document de 181 pages, est détaillé en présence du Premier ministre israélien. Les autorités palestiniennes n'ont pas été invitées à cette présentation, ces derniers n'entretenant plus de relation diplomatique avec l'administration Trump depuis sa reconnaissance unilatérale de Jérusalem-Est comme faisant partie d'Israël.
Les principaux points sont les suivants :
1. Les dirigeants palestiniens doivent reconnaître Israël comme un État juif.
2. Frontières[7]
  - Israël n'abandonnera pas [Note 1] ses colonies et en incorporera la grande majorité dans un territoire israélien contigu[Note 2]. Grâce à des échanges de terres, l’État de Palestine aura la même superficie que la Cisjordanie et Gaza avant 1967[Note 3]. Les implantations isolées en territoire palestinien seront reliées par un système efficace de transports.
  - La vallée du Jourdain passera sous souveraineté israélienne.
  - Sous réserve d’un accord des parties concernées, dix villages arabes israéliens du « Triangle » comme Umm al-Fahm, à l’ouest de la Ligne verte, pourraient intégrer l'État de Palestine.
  - Des territoires dans le désert du Néguev à la frontière égyptienne sont promis à l'État de Palestine.
3. Jérusalem
  - Jérusalem sera entièrement sous contrôle israélien.
  - La capitale de la Palestine se situera dans la section de Jérusalem-Est dans toutes les zones situées à l’Est et au Nord de la barrière de séparation israélienne existante, avec notamment Kafr 'Aqab, la partie orientale de Shuafat et Abu Dis. Elle pourrait éventuellement être nommée Al-Quds (nom de la ville de Jérusalem en arabe)[Note 4]. Les deux capitales devraient être internationalement reconnues.
4. Lieux saints
  - Le statu quo sur les Lieux saints sera maintenu[Note 5]. Cependant, le plan demande que les fidèles de toutes confessions puissent prier sur le Mont du Temple/Esplanade des Mosquées[Note 6].
5. Sécurité
  - L'État de Palestine sera démilitarisé. Il mettra en place des forces de sécurité pour sa sécurité intérieure et pour empêcher les attentats terroristes en Palestine, en Israël, en Jordanie et en Égypte[Note 7].
  - L'État de Palestine renoncera également au contrôle de ses frontières et de son espace aérien. En retour, les Palestiniens auront accès à des facilités dans les ports israéliens.
6. Réfugiés
  - Les réfugiés palestiniens ne pourront pas s'établir en Israël mais uniquement en Palestine, et sous certaines conditions dont l'aval israélien.
7. Travaux d'infrastructure
  - Un tunnel et/ou un train à grande vitesse pourra relier la Cisjordanie et la bande de Gaza. Deux routes relieront l'État de Palestine à la Jordanie.
8. Plan économique (section nommée « Plan économique de Trump »)
  - Il dresse 3 aspects : 1) l'économie, en proposant d'investir sous condition et sur dix ans cinquante milliards de dollars dans la construction d'hôpitaux, d'écoles, de logements, les infrastructures et les affaires ; 2) la population, en développant les programmes éducationnels, sportifs et culturels et les structures hospitalières et 3) la gouvernance.
  - Le plan envisage la création d'un « fonds international »[5] pour le financement des travaux d'infrastructure, de sécurité et de développement des territoires transférés aux Palestiniens. Ce fonds ne sera alimenté ni par l'État de Palestine ni par celui d'Israël. Les fonds internationaux pour Gaza ne seront alimentés que lorsque le territoire sera entièrement démilitarisé et qu'une gouvernance « fiable » y sera établie.
  - Le trajet de la barrière de séparation israélienne sera modifié pour s'adapter à la nouvelle frontière.

## Réactions internationales

### Nations Unies
La Conférence internationale sur la question de Palestine s’achève sur un rejet du plan de paix américain et un appel à la mobilisation internationale pour faire cesser l’occupation du Territoire palestinien et pour appuyer la solution des deux États, seule à même de permettre une paix durable.

### États-Unis
Les États-Unis transmettent à leurs alliés européens et arabes une note diplomatique détaillant les éléments de langage que ceux-ci doivent utiliser. L'administration Trump demande à ces pays de « publier des communiqués positifs, fondés sur le texte suivant : Nous remercions le président Trump pour ses efforts en vue de faire avancer ce très ancien conflit. Nous avons étudié cette vision et nous la considérons comme une proposition sérieuse, réaliste et de bonne foi pour régler les nombreux problèmes qui ne l’ont pas été pendant des décennies ».
L'ensemble des candidats démocrates à la prochaine élection présidentielle dénonce le plan et une volonté d'annexion. Le candidat démocrate Joe Biden met en garde contre toute annexion.
Le 25 juin, 189 représentants démocrates au Congrès rédigent une lettre ouverte aux dirigeants israéliens, mettant en garde contre le projet du Premier ministre Benjamin Netanyahu de commencer à annexer des parties de la Cisjordanie avec l’appui de l’administration Trump dès le 1er juillet. Ce projet compromet la possibilité d’une solution à deux États et porterait atteinte aux liens entre Israël et les États-Unis.

### Palestine
Pour le journal israélien The Times of Israel, ce plan ne sera pas mis œuvre, les Palestiniens ayant exprimé leur opposition farouche à ce plan.
Les Palestiniens avaient rejeté le volet économique du plan de paix dès sa présentation en juin 2019.
Immédiatement après la présentation du plan Trump, Mohammad Shtayyeh, le Premier ministre palestinien, estime que le projet vise avant tout à protéger « Trump de la destitution » et « Netanyahu de la prison ». Puis, l'Autorité palestinienne indique que « le plan est un désaveu américain et israélien des accords d'Oslo, et donc l'Autorité palestinienne se considère désormais libre de ne pas respecter les accords avec Israël, y compris la coopération en matière de sécurité ». Elle a informé les Israéliens qu'elle considérait le plan comme « une annulation des accords de paix d'Oslo ». Le 1er février, Mahmoud Abbas annonce la rupture de « toutes les relations », y compris sécuritaires, entre l’Autorité palestinienne d’une part et Israël et les États-Unis d’autre part. Il précise : « Je ne veux pas que l’on se souvienne de moi comme celui qui a vendu Jérusalem ».
Le plan américain « ne passera pas » et pourrait même conduire les Palestiniens à une « nouvelle phase » de leur lutte, a déclaré Ismaïl Haniyeh, chef du Hamas.
Le 11 février 2020, devant le Conseil de sécurité, Mahmoud Abbas rejette le plan de paix israélo-américain, qui ferait d’un État palestinien un « gruyère suisse » et qui « remet en question les droits légitimes des Palestiniens ».
Début juin 2020, le Premier ministre palestinien Mohammad Shtayyeh déclare avoir remis aux pays du Quartet une proposition pour la création d'un « État palestinien souverain, indépendant et démilitarisé » qui suggère des « changements mineurs au tracé des frontières lorsque c'est nécessaire ».

### Israël
S'il affirme qu’une « vision de paix avec (ses) voisins palestiniens est une vision réaliste », le président de l'État d'Israël, Reuven Rivlin, souhaite aussi la reprise des négociations de paix directes entre Israéliens et Palestiniens.
Benny Gantz, principal opposant au Premier ministre Benyamin Netanyahou, exprime être satisfait du plan et espère pouvoir le mettre en œuvre après les élections législatives israéliennes prévues en mars 2020.
À l'intérieur même du Likoud, certains ministres restent également très circonspects, jugeant le plan pas suffisamment sécuritaire. « Ce plan est mauvais pour Israël », a déclaré un ministre du Likoud à Zman Israel, la version en hébreu du Times of Israel.
Un nombre important d'Arabes israéliens habitant le Triangle, une concentration de villes et villages arabes à 18 km à l'est de Netanya dans la région du Sharon et proches de la Ligne verte, ont manifesté contre ce plan qui les transférerait dans le futur État palestinien, et ont annoncé qu'ils se réservaient de déménager ailleurs en Israël si cette partie du plan devait être implémentée,,.
La majorité des dirigeants du Conseil de Yesha, représentant les Israéliens de Cisjordanie, se disent contre ce plan qui amène à la création d'un état palestinien.
Un sondage réalisé en juin 2020 par l'organisation pacifiste Initiative de Genève montre que 41,7 % des Israéliens s'opposent à l'annexion et que 32,2 % la soutiennent. Toutefois, la quasi-totalité de ses partisans en font une priorité secondaire après la crise du corona-virus et ses conséquences économiques.

### Pays arabes
La Ligue arabe considère ce plan comme une violation des droits des Palestiniens.
Le 1er février 2020, la Ligue arabe « rejette “l’accord du siècle” américano-israélien, étant donné qu’il ne respecte pas les droits fondamentaux et les aspirations du peuple palestinien ».
La Jordanie est un des pays arabes à avoir pris ses distances avec la proposition américaine. Pour elle, « la seule voie vers la paix est l’établissement d’un État palestinien indépendant sur les frontières de 1967 ». Les représentants à Washington des Émirats arabes unis — qui voient dans ce texte « une initiative sérieuse » — , de Bahreïn et d’Oman ont assisté à la présentation du plan de paix du président américain. Le ministère des Affaires étrangères saoudien a « apprécié à leur juste valeur les efforts » des États-Unis. L’Égypte a exhorté les deux parties à « prendre en considération la « vision américaine » ».
Les médias saoudiens, proches du pouvoir, fustigent les Palestiniens pour leur opposition au plan du président américain.
Au Maghreb, alors que la Tunisie et l'Algérie ont vivement critiqué le plan de paix pour le Proche-Orient présenté par Donald Trump, « le Maroc apprécie les efforts constructifs de paix déployés par l’administration américaine actuelle en vue de parvenir à une solution juste, durable et équitable au Proche-Orient ». Mohcine Jazouli, ministre marocain chargé de la Coopération africaine a expliqué lors de la réunion des ministres des affaires étrangères de la Ligue Arabe du 1er février 2020 que le Maroc « apprécie » les efforts américains et « prend note des éléments de convergence de ce dossier avec les principes marocains à savoir la solution à deux États et la négociation entre les deux parties comme démarche privilégiée. […] L'acceptation par les parties des différents éléments est fondamentale pour la mise en œuvre et la durabilité de ce plan. Dans ce contexte, si la dimension économique est importante, elle doit être complétée par une dimension politique : le Royaume du Maroc considère que le statut de Jérusalem doit être préservé et que la décision finale doit faire l’objet de discussions entre les parties conformément à la légalité internationale ; enfin, le Royaume réitère son soutien constant à la cause palestinienne, en vue de parvenir à une solution équitable et définitive à cette question qui puisse rendre justice à nos frères palestiniens ».

### Iran
L'Iran et ses alliés, le Hezbollah et le Hamas, dénoncent « la trahison » de nombreux leaders arabes devant le projet de paix américain. Ils souhaitent l'unification des Palestiniens contre cette proposition. L’ayatollah Ali Khamenei qualifie le plan de Trump de « stupide » et prédit qu’il n’apportera aucun résultat. Ali Khamenei appelle sur son site internet à une « Palestine libre » et à une « solution finale : la résistance jusqu’au référendum ».

### Europe
« La France salue les efforts du Président Trump et étudiera avec attention le plan de paix qu'il a présenté », déclare le Quai d'Orsay dans un communiqué. Toutefois, le président de la République, Emmanuel Macron précise : « Il faut être deux pour faire la paix. On ne peut y parvenir avec une seule partie ».
Le premier ministre britannique, Boris Johnson, a déclaré que ce plan « pourrait constituer une avancée positive ».
Le 4 février, Josep Borrell, haut représentant de l'Union européenne pour les affaires étrangères déclare que l'Union européenne est « particulièrement préoccupée » par la volonté d’Israël d’annexer la vallée du Jourdain. Il ajoute que « l’initiative américaine, telle que présentée le 28 janvier, s’écarte des paramètres convenus au niveau international » et que « l’UE rappelle son attachement à une solution négociée fondée sur la coexistence de deux États, sur la base des frontières de 1967, avec des échanges de terres équivalents, selon ce qui pourrait être convenu entre les parties, avec l’État d’Israël et un État de Palestine indépendant, démocratique, d’un seul tenant, souverain et viable ». Il conclut : « Conformément au droit international et aux résolutions pertinentes du Conseil de sécurité des Nations unies, l’UE ne reconnaît pas la souveraineté d’Israël sur les territoires occupés depuis 1967. Les mesures en vue de l’annexion, si elles sont mises en œuvre, ne pourraient pas passer sans être contestées ».
Heiko Maas, ministre allemand des Affaires étrangères, en visite à Jérusalem et à Amman, fait part le 12 juin de la « sérieuse inquiétude » de Berlin quant au projet israélien d'annexion de pans de la Cisjordanie occupée, en accord avec les préoccupations de l'Union européenne.
Le premier ministre britannique, Boris Johnson signe le 1er juillet 2020 un éditorial en hébreu dans le Yedioth Ahronoth où il déplore les plans israéliens d’annexion de grandes parties de la Cisjordanie et avertit que le Royaume-Uni n’accepterait pas cette décision.

### Dans la presse française et internationale
Pour le quotidien français Le Monde, « ce plan esquisse la possibilité d’un État palestinien, mais c’est aussitôt pour l’assortir de telles conditions que sa perspective apparaît aussi imprécise qu’une ligne d’horizon. […] Le plan Trump est donc […] une nouvelle étape, décisive, dans la destruction d’un projet national ».
Dans le quotidien français « Libération », Guillaume Gendron estime qu'il s'agit d'un « plan très précis et ultra-favorable aux Israéliens, ouvrant la voie à l'annexion imminente d'une partie des Territoires palestiniens par l’État hébreu ». Pour le Figaro, il ne s'agit que d'un « deal entre les États-Unis et Israël ».
Quant au quotidien britannique le The Times, il estime que le plan Trump est « irréaliste ». Pour le Financial Times, si « les dirigeants palestiniens sont enragés par le plan », « les gouvernements arabes pensent que leur intérêt national est de maintenir des relations proches avec les États-Unis car ils considèrent que c'est l'Iran qui est la principale menace dans la région ».
Pour le quotidien américain The New York Times, « en exploitant une conséquence du conflit israélo-palestinien pour en faire une remède politique, MM Trump et Netanyahou ont seulement souligné le mésusage du pouvoir dont ils sont tous les deux accusés », quand pour le New York Post, il s'agit du « plan le plus réaliste depuis des décennies ».
Pour le quotidien israélien Jerusalem Post, « le plan de paix est le plus grand cadeau diplomatique jamais fait par les États-Unis à Israël » mais le président Mahmoud Abbas devrait reconsidérer soigneusement sa décision de couper toutes ses relations avec les États-Unis et Israël. Quant au quotidien israélien Haaretz, il considère que ce plan n'est pas un plan de paix mais un plan d'annexion unilatérale.

## Mise en œuvre et conséquences
Les premières discussions et incompréhensions sur la mise en œuvre de ce plan apparaissent entre Américains et Israéliens dès le soir de la présentation de ce plan : les Israéliens souhaitent une annexion des territoires palestiniens (revenant aux Israéliens selon ce plan) quasi immédiate tandis que les Américains préfèreraient attendre les élections israéliennes prévues le 2 mars ou même l'investiture d'un nouveau gouvernement.
Le 20 avril 2020, un accord de gouvernement entre Benyamin Netanyahou et Benny Gantz prévoit un vote du Cabinet et / ou de la Knesset sur l'application de la souveraineté en Cisjordanie promise par le plan Trump.
Dans le discours d'investiture de son nouveau gouvernement, le 17 mai 2020, Benyamin Netanyahou annonce l'annexion prochaine de territoires en Cisjordanie alors que le secrétaire d'État américain Mike Pompeo dans un discours le 13 mai lors d'une visite en Israël avait seulement appelé à des progrès dans la mise en œuvre du plan Trump.
Alors que le premier juillet, date potentielle annoncée par Netanyahou des premières annexions proposées dans le plan se rapproche, les craintes suscitées par ces projets se font plus vives en Israël et dans les chancelleries. En Israël, un l'ancien général et réserviste Gadi Shamni aux côtés d'anciens dirigeants du Shin Bet et du Mossad dénonce l'absence de concertation entre le gouvernement et l'armée et craint de possibles violences palestiniennes et la fin de la coordination sécuritaire des Palestiniens, de la Jordanie et des pays arabes du Golfe persique avec l’Etat juif. Des pays européens comme la France pourraient prendre des sanctions à l'égard d'Israël. Le soutien des démocrates américains ne serait plus assuré.
Le 8 juin, Benyamin Netanyahou confirme son intention d’annexer toutes les implantations de Cisjordanie le 1er juillet 2020 mais il reconnaît que l’annexion d’autres terres allouées à Israël dans le cadre du plan de paix Trump prendrait probablement plus de temps car il admet avoir été retardé par l’équipe conjointe États-Unis-Israël chargée de cartographier les autres territoires à annexer, principalement dans la vallée du Jourdain. D'un coté, il est pressé par résidents israéliens de Cisjordanie de réaliser l'annexion, de l'autre, il semble que les Etats-Unis y soient très réticents. Des milliers d’Israéliens manifestent début juin contre le projet d'annexion.
Au 1er août 2020, aucune annexion n'a été annoncée. Le 7 août 2020, le président Trump annonce qu'Israël a renoncé à l'annexion de territoires palestiniens en échange de la normalisation des relations diplomatiques avec les Émirats arabes unis. Israël n'évoque qu'un report de l'annexion.
Les relations bilatérales entre Israël et les différents signataires se développent : ainsi l'ambassade des Émirats arabes unis est inaugurée le 14 juillet 2021 après que l'ambassade d'Israël à Abu Dhabi a, elle aussi été inaugurée. La Direction nationale israélienne de cybersécurité annonce le 15 juillet 2021 avoir signé début juillet un accord de coopération en matière de cybersécurité avec le Maroc.